# چو کیونگ هو
چو کیونگ هو (کره‌ای: 추경호؛ زادهٔ ۲۹ ژوئیه ۱۹۶۰) سیاستمدار اهل کره جنوبی است. او معاون نخست‌وزیر و وزیر اقتصاد و دارایی تحت ریاست‌جمهوری یون سوک یول بود. او از سال ۲۰۱۶ نماینده مجلس برای شهرستان دال‌سونگ مشغول به کار بوده است.
پیش از ورود به مجلس ملی، او به عنوان اولین معاون وزیر اقتصاد و دارایی، وزیر هماهنگی سیاست‌های دولتی در دولت پارک گون هه و همچنین معاون رئیس کمیسیون خدمات مالی در دولت لی میونگ باک مشغول به کار بود.

## زندگی شخصی و تحصیلات
چوی کیونگ هو زادهٔ ۲۹ ژوئیه ۱۹۶۰ در دال‌سونگ، استان گیونگ‌سانگ شمالی، کره جنوبی است و در دبیرستان کی‌سونگ تحصیل کرده است. او از دانشگاه کره با مدرک کارشناسی مدیریت بازرگانی فارغ‌لتحصیل شد او همچنین مدرک کارشناسی ارشد خود را در رشته اقتصاد از دانشگاه اورگن در ایالات متحده دریافت کرد. او با کیم هی کیونگ ازدواج کرده و صاحب دو دختر است.